# Franske franc
Franske franc (ISO 4217 FRF) er den tidligere valuta i Frankrig.
Den blev indført 1795 som efterfølger af livre (fransk for pund) og var da den første valuta som fulgte decimalsystemet. Den 1. januar 1999 blev dens kurs over for euroen fastlagt til 1 € = 6,55957 F. 1. januar 2002 erstattede euro endeligt francen.

## Franske franc mønter
- 5 centimes 1795-96, Første franske republik
- 5 francs 1795-96, Første republik
- Centim 1797-98, Første republik
- 5 francs 1811, Napoleon
- Centim 1862, Napoleon III
- 1 franc 1888, Tredje franske republik
- 20 francs 1851 og 5 francs 1850, Anden franske republik
- 5 francs 1989, Femte franske republik